# Smoke on the Water

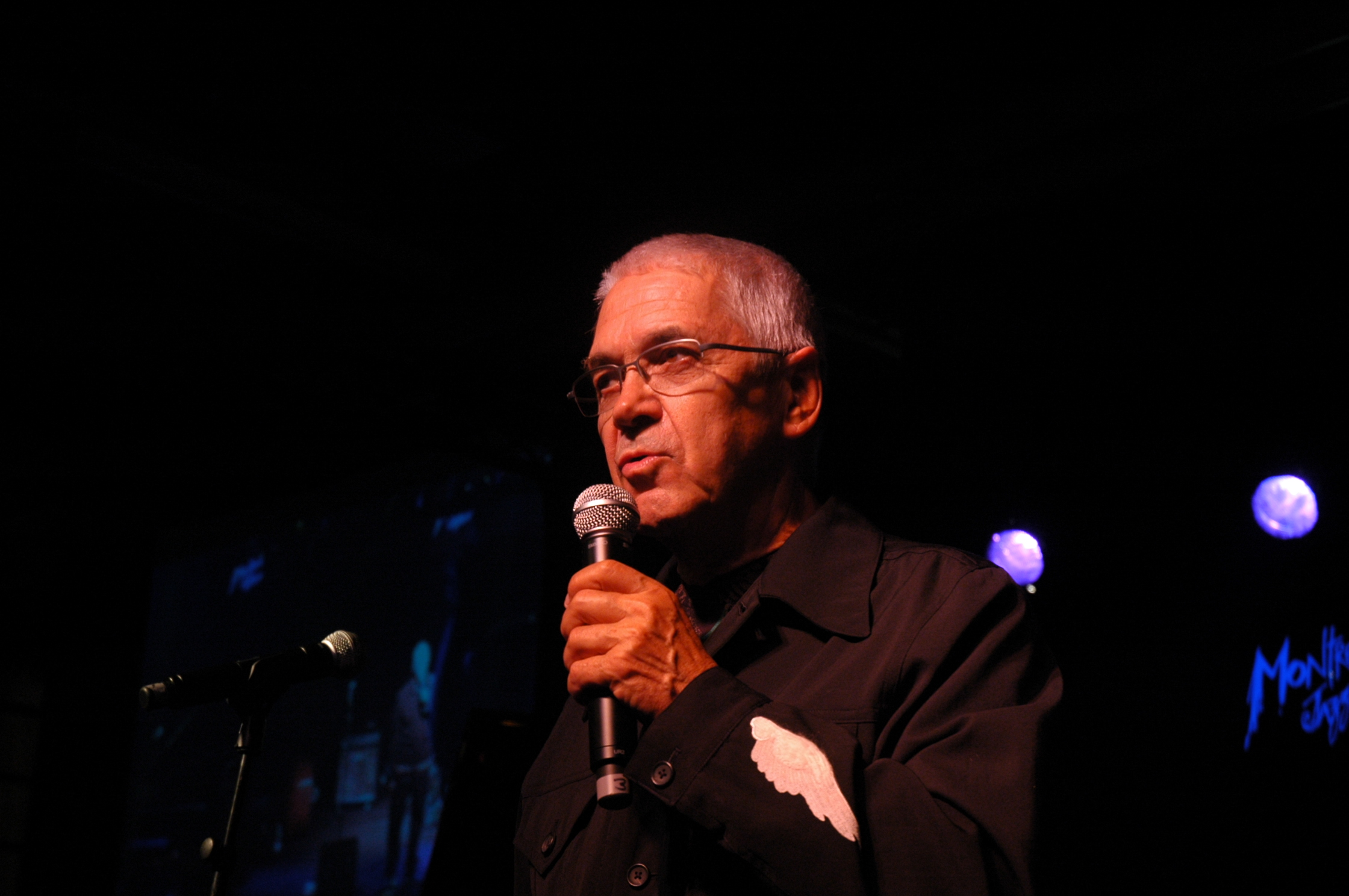
"Funky Claude", Claude Nobs, Directeur du Montreux Jazz Festival

"Smoke on the Water" är en rocklåt från 1971 av hårdrockbandet Deep Purple från Storbritannien. Smoke on the Water förekom första gången på LP:n Machine Head 1972 varefter den lanserades som singelskiva 1973. Det inledande riffet är ett av världens mest kända gitarriff. 
Texten beskriver en incident som skedde då bandet spelade in albumet Machine Head i Montreux i Schweiz med Rolling Stones mobila studio. Under ett avbrott i inspelningen av albumet gick medlemmarna i Deep Purple på en spelning med Frank Zappa och The Mothers of Invention den 4 december 1971 i Montreuxs kasino (som låg vid Genèvesjön). En person i publiken avfyrade en signalpistol ("some stupid with a flare gun") som träffade taket och startade en brand som förstörde hela byggnaden. Medlemmarna i Deep Purple som var i publiken tvingades fly och såg hur röken från branden slog ut över Genèvesjön (titelns "Smoke on the Water"). Sista versen av texten beskriver hur Deep Purple spelade in sitt album i det i övrigt tomma Grand Hotel i Montreux.

## Listplacering
| Lista (1973)   | Topplacering |
| -------------- | ------------ |
| Nederländerna  | 11           |
| Storbritannien | 21           |
| Österrike      | 11           |